# Aristolochia stuckertii
Aristolochia stuckertii är en piprankeväxtart som beskrevs av Carlos Luis Spegazzini. Aristolochia stuckertii ingår i släktet piprankor, och familjen piprankeväxter. Inga underarter finns listade i Catalogue of Life.